# Hofmark Affing

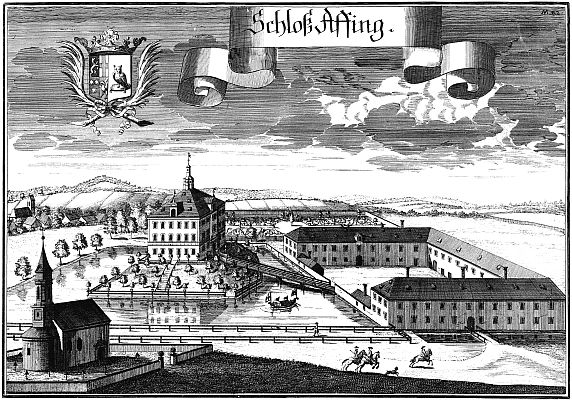
Schloss Affing (Stich von Michael Wening, um 1700)

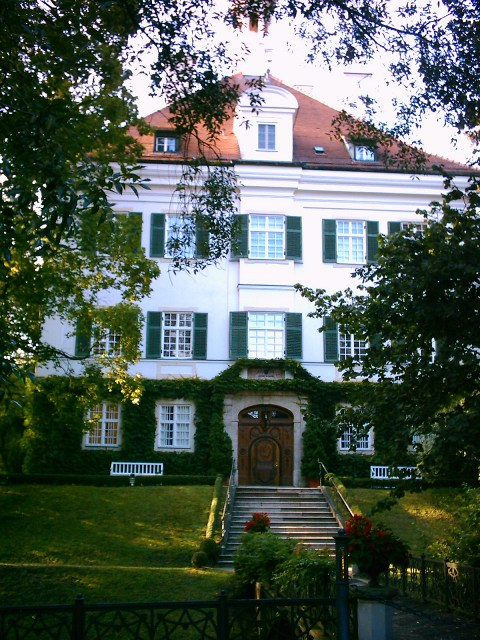
Schloss Affing (Südansicht)

Die Hofmark Affing erfährt im Jahr 1040 ihre erste urkundliche Erwähnung mit den Herren von „Affingin“, deren letzter Vertreter Otto 1401 starb.
Seit dem 15. Jahrhundert hatte die Hofmark ständig wechselnde Besitzer: 
- ab 1425 Engelhart von Oberndorf
- ab etwa 1470 Wolfgang von Waldeck
- ab 1506 Walter von Gumppenberg
- ab 1552 Seifried von Zillenhart
- ab 1682 Freiherren von Leyden
- ab 1816 Karl Ernst von Gravenreuth (siehe auch Freiherren von Gravenreuth).

Es waren nur wenige Höfe im Ort im Besitz des Hofmarksherrn. Die meisten Höfe gehörten dem Kloster Fürstenfeld und dem Kloster Indersdorf.
Im Jahr 1687 kamen die Orte Aulzhausen und Mühlhausen in den Besitz der Hofmark Affing.